# Minderwertigkeitskomplex
Ein Minderwertigkeitskomplex oder Minderwertigkeitsgefühl ist ein seelisches Empfinden, das ein Gefühl der eigenen Unvollkommenheit ausdrückt. Der Psychotherapeut Alfred Adler hat den bis dahin nur in der Kunst- und Literaturtheorie verwendeten Stilbegriff für Psychologie und Psychotherapie entdeckt und als zentralen Begriff der Individualpsychologie eingeführt.

## Verwendung des Begriffs
Der von Adler eingeführte Begriff war – noch bevor ihm in Fachkreisen ein endgültiger Platz eingeräumt wurde – den gewöhnlichen Menschen längst geläufig, war Gegenstand in den Spalten der Tagespresse und wurde Gegenstand der Unterhaltung unter Intellektuellen. Die wenigsten allerdings kannten den Namen des »Vater des Minderwertigkeitskomplex«, wie Adler auf seiner ersten Vortragsreise in den USA genannt wurde (Interview New York Times, Herbst 1925).
Anfänglich benutzte Adler das Wort Minderwertigkeitskomplex in seinen Schriften als Synonym für das Minderwertigkeitsgefühl im Allgemeinen. Später gebrauchte er den Begriff Minderwertigkeitskomplex für das abnorm gesteigerte Minderwertigkeitsgefühl im Gegensatz zum normalen Minderwertigkeitsgefühl.
Kritiker wie der Soziologe Niklas Luhmann haben „Minderwertigkeitskomplex“ zu den „pseudowissenschaftliche[n] Begriffen oder Gesetzmäßigkeiten“ gezählt.

## Geschichte
Die Betonung des Minderwertigkeitsgefühles (frz. „sentiment d’incomplétude“, dt.: „Gefühl der Unvollständigkeit“) durch Neurotiker wurde vom französischen Psychiater Pierre Janet erstmals beschrieben und stimmte mit den Befunden Adlers überein, wie er 1912 in seinem Buch Über den nervösen Charakter schrieb. Im Gegensatz zu Janet nahm Alfred Adler Minderwertigkeitsgefühle bei jedem Menschen an. Er sah eine kompensatorische Wechselwirkung zwischen dem Gefühl der Unvollkommenheit und dem Streben auf ein Ziel hin.
Oliver Brachfeld beschrieb das Problem der Minderwertigkeitsgefühle 1935 umfassend in seinem Buch Minderwertigkeitsgefühle beim Einzelnen und in der Gemeinschaft. Er stellte das Minderwertigkeitsgefühl und seine Überwindung als ein Grundmotiv dar, das seit der Neuzeit Dichter und Philosophen beschäftigte. In der Diskriminierung bestimmter Menschengruppen sah er die Ursachen für viele Kriege und Revolutionen, aber auch die Antriebskräfte für soziale und kulturelle Neuschöpfungen. Von den Minderwertigkeitsgefühlen ausgehend, wollte er die Grundlage zu einer neuen Theorie des Selbstwertgefühls schaffen.
In diesem Sinne: fraglos basierend auf Nietzsches bedeutenden Einsichten in Ressentiment sowie parallel zu Max Schelers Re-Interpretation dieses Konzepts, erkannte Oswald Spengler Neid und (strukturell establierte) Minderwertigkeitskomplexe als eine gefährliche Urkraft der abendländischen Moderne. Er benennt einen „schiefen Blick von unten“, welcher ipso facto überlegenen Wertmaßstäben, nämlich aristokratischen, nichts als reaktive Entwertung, den sklavischen „Willen zum Nichts“ entgegensetzen kann. Darin lässt sich Adlers Dualismus kulturphilosophisch fortsetzen; gewissermaßen als eine fundamentale Ätiologie für Dekadenz.

## Körperlich-seelische Voraussetzungen
Die Individualpsychologie sieht die Ursache des normalen Minderwertigkeitsgefühles beim Kleinkind in seiner Unvollkommenheit als menschliches Wesen. Nur wenn das Minderwertigkeitsgefühl zu stark ist, kann sich auf dem Weg der Kompensation ein neurotischer Lebensplan entwickeln. Eine wirklich vorhandene Minderwertigkeit, die übertrieben erlebt wird, kann mit einer mehr oder weniger eingebildeten Überlegenheit kompensiert werden. Mit ungewöhnlicher Intensität als nachteilig empfundene Minderwertigkeit und ersehnte, aber fiktive Überlegenheit verursachen zuerst beim Kind, später beim Erwachsenen eine gewisse Unbeständigkeit in seinen Selbstwerterlebnissen.

## Ursachen und Auswirkungen des Minderwertigkeitsgefühls
Menschen mit einem Minderwertigkeitskomplex fühlen sich unterlegen, klein und unbedeutend. Viele haben Depressionen und sind, insbesondere bei schwerer Depression, möglicherweise sogar suizidgefährdet. Wiederholte Erfahrungen durch Fehler und eigenes Versagen können eine Persönlichkeitsstruktur in negativer Weise prägen. Minderwertigkeitsgefühle können sich auch in Symptomen ausdrücken, die Signale sein können, mit denen man andere (unbewusst) auf sich aufmerksam machen will. Minderwertigkeitsgefühle können zu Beziehungsarmut, Liebesunfähigkeit in Form einer einseitigen Abhängigkeit vom Partner, Soziophobie und zu ständiger Angst, etwas falsch zu machen, sowie zu Sprechhemmungen führen.
Minderwertigkeitsgefühle führen zu Kompensationsverhalten wie einer gut wahrnehmbaren Opferrolle (siehe auch: Drama-Dreieck), bei Männern – häufig besonders in jungen Jahren – nach außen gerichtete Aggressivität, Alkohol-Überkonsum und Flucht in Statussymbole oder unangemessen teure Wertgegenstände. Frauen neigen eher zu einer nach innen gerichteten Aggressivität (Depression). Meist wird Arroganz als gesichertes kompensatorisches Zeichen eines Minderwertigkeitskomplexes gesehen.
Der Schweizer Psychologe Paul Häberlin betonte, dass Minderwertigkeitsgefühle stets auf innere moralische Urteilsprozesse des Individuums zurückzuführen sind: „Wenn wir uns minderwertig fühlen, so geschieht es deshalb, weil wir uns klar werden, dass wir dem Anspruch nicht genügen, den unser eigenes Ideal, unser Gefühl oder Bewusstsein des Richtigen an uns stellt […] Interne Minderwertigkeitsgefühle sind Schuldgefühle: Wir wissen, dass wir uns selbst, nämlich dem ‚richtigen Menschen‘ in uns, etwas schuldig geblieben sind, dass wir ihm gegenüber minderen Wertes sind.“
Grundlage dieses moralischen Urteils sind verinnerlichte Wertmaßstäbe, die – oftmals kaum bewusst – subjektiv für ideal gehalten werden. Beherrschen im Sinne von Vollkommenheitsidealen (Perfektionismus) unerreichbare Wunschbilder die persönlichen Maßstäbe, so führt dies zu chronischer Selbstüberforderung und Entmutigung. In diesem Fall kann es bereits hilfreich sein, das ursprüngliche „echte Ideal“ freizulegen, das „der Gegebenheit und Eigenart seines Trägers“ entspricht: „Es verlangt nichts, was nicht […] in der Möglichkeit der Person liegt, also z. B. keine Leistung, für welche die Art des Talentes nicht vorhanden wäre. […] Das echte Ideal enthält in sich keinerlei Entmutigung, im Gegenteil; denn es ist der Persönlichkeit, bei aller Strenge seiner Forderung, angemessen.“
Akute Minderwertigkeitsgefühle entstehen immer dann, wenn man eine konkrete eigene Handlung subjektiv als unzulänglich beurteilt. Zeichen dafür sind schlechtes Gewissen, Scham- und Reuegefühle, die in der Regel das aktive Streben nach Wiedergutmachung einleiten und damit bereits zur erneuten Stabilisierung des Selbstbildes beitragen. Demgegenüber entstehen chronische Minderwertigkeitsgefühle Häberlin zufolge, wenn man den inneren Widerstand gegen starke Versuchungen dauerhaft aufgibt, gegen „bestimmte[n] Gelüste[n] oder Triebe[n], deren Verfolgung eben nicht mit dem Anspruch […] des gespürten eigentlichen Ichs harmoniert. […] Wir geben zugunsten dieser Befriedigung die Treue gegen unser eigentliches Ich preis, wir üben Verrat an uns selbst.“
Chronische Minderwertigkeitsgefühle rufen vielfältige Verschleierungs- und Kompensationsreaktionen hervor und haben dadurch massive Auswirkungen auf Leben und Persönlichkeit. Als einzig wirksame Abhilfe empfahl Häberlin: „Verhütung und Heilung muss auf die Wurzel zielen, jenen faulen Kompromiss, […] mit allen ihn begünstigenden Suggestionen, falschen Idealen, Selbsttäuschungen. In der Regel wird es dazu fremder Hilfe bedürfen […], dass der Mensch wieder den Mut und den Willen aufbringen lernt zum sittlichen Kampf, und zwar gerade an der Stelle, an welcher er […] bisher versagt hat. Zur Heilung ist es nicht nötig, dass er in Zukunft nicht mehr unterliegt. […] Die Überwindung der Resignation ist das Wesentliche.“

## Psychoanalytische Betrachtungsweise
Ursachen des Minderwertigkeitskomplexes und der daraus resultierenden Depressionen finden sich nach Sigmund Freuds Triebtheorie in der oralen Phase (Fritz Riemann: Grundformen der Angst, 1961), die nicht ausgelebt bzw. befriedigt werden konnte. So führen wenig Zuwendung in diesem Alter und kein Stillen des Kindes, keine oder nur eine wenig empathische Unterstützung zu einem Minderwertigkeitskomplex. Betroffene wurden in der Kindheit meist selten gelobt und häufig kritisiert.
Nach Paul Häberlin begünstigt ebenso eine allzu große Verwöhnung in der Kindheit, „der Tanz um das Kind“, die Entstehung von Minderwertigkeitsgefühlen.
Beide Umstände entziehen dem Aufbau eines gesunden Selbstwertgefühls die Grundlage und führen oft auch zu einer Suchtdisposition.